# Norðfjarðargöng
Norðfjarðargöng é um túnel na Islândia, localizado na Região Leste ao longo da Rota 92. Tem um comprimento de 7000 metros e estava originalmente previsto para ser concluído em 2014. Depois de atrasos, gerando protestos de residentes da área, foi inaugurado em 11 de novembro de 2017. Norðfjarðargöng conecta as comunidades de Neskaupstaður e Eskifjörður, substituindo o túnel Oddsskarðsgöng.